# Noma Noha Akugue
Noma Noha Akugue, née le 2 décembre 2003 à Reinbek en Allemagne, est une joueuse de tennis allemande, professionnelle depuis 2021.
Ses parents sont des immigrés nigérians.

## Carrière professionnelle
En juillet 2023, alors qu'elle est 207e mondiale et qu'elle obtient une wild-card pour participer à son premier tableau principal du circuit WTA, elle parvient en finale du tournoi de Hambourg,, en s'imposant notamment face à l'Italienne Martina Trevisan, 76e mondiale, en quarts de finale. Elle s'incline finalement face à la Néerlandaise Arantxa Rus.

## Palmarès

### Titre en simple dames
Aucun.

### Finale en simple dames
| No | Date       | Nom et lieu du tournoi          | Catégorie | Dotation  | Surface      | Vainqueure  | Score     |          |
| -- | ---------- | ------------------------------- | --------- | --------- | ------------ | ----------- | --------- | -------- |
| 1  | 23-07-2023 | Hamburg European Open, Hambourg | WTA 250   | 259 303 $ | Terre (ext.) | Arantxa Rus | 6-0, 7-63 | Parcours |

## Parcours en Grand Chelem

### En simple dames
| Année | Open d'Australie | Open d'Australie   | Internationaux de France | Internationaux de France | Wimbledon | Wimbledon       | US Open | US Open          |
| ----- | ---------------- | ------------------ | ------------------------ | ------------------------ | --------- | --------------- | ------- | ---------------- |
| 2023  | —                | —                  | Q2                       | Laura Pigossi            | Q2        | Taylor Townsend | Q1      | Irina Maria Bara |
| 2024  | Q1               | Jang Su-jeong      | Q2                       | Tamara Zidanšek          | Q1        | Hailey Baptiste | —       | —                |
| 2025  | Q1               | Ekaterina Makarova |                          |                          |           |                 |         |                  |

N.B. : à droite du résultat se trouve le nom de l'ultime adversaire.

## Classements WTA en fin de saison
| Année          | 2021 | 2022 | 2023 | 2024 |
| Rang en simple | 708  | 258  | 171  | 212  |
| Rang en double | 865  | 435  | 279  | 195  |

Source : (en) Classements de Noma Noha Akugue sur le site officiel de la Fédération internationale de tennis